# Kuami Agboh
Kuami Agboh (Tsévié, Togo, 28 de diciembre de 1977) es un exfutbolista togolés que se desempeñaba como centrocampista. Hizo cinco apariciones con la selección nacional de Togo en 2005 y 2006.

## Carrera
Nacido en Tsévié, Togo, Agboh es un producto juvenil de AJ Auxerre.
En noviembre de 2004, tras dejar el Grenoble Foot 38 en verano, participó en el Stade Brestois 29 de la Ligue 2. También en 2004, fue a prueba con el club noruego Viking FK.
En febrero de 2005, jugó con Assyriska FF de la Allsvenskan.
En enero de 2007, Agboh se mudó al club finlandés Myllykosken Pallo-47 procedente de KSK Beveren Beveren con un contrato de dos años.

## Selección nacional
Agboh representó a Francia en el nivel juvenil, ganó el Campeonato de Europa de Fútbol Sub-19 de 1996 y jugó en la Copa Mundial de Fútbol Sub-20 de 1997.
Hizo su debut absoluto contra Paraguay el 11 de noviembre de 2005. Fue miembro de la selección nacional de Togo y fue convocado para la Copa Mundial de Fútbol de 2006 en Alemania, disputando un partido, derrota 0 - 2 ante Suiza.

## Clubes
| Club             | País      | Año         |
| ---------------- | --------- | ----------- |
| AJ Auxerre       | Francia   | 1998 - 2004 |
| Grenoble Foot 38 | Francia   | 2004        |
| AJ Auxerre       | Francia   | 2004 - 2005 |
| KSK Beveren      | Bélgica   | 2006        |
| MyPa             | Finlandia | 2007 - 2008 |

## Retiro
Carrera luego de su retiro:
- De 2009 a 2013, trabajó como entrenador en el ex club AJ Auxerre.
- En julio de 2013, se unió nuevamente como jugador al club de Appoigny de una liga inferior.[5]